# Миг невинности
«Миг неви́нности» (перс. نون و گلدون‎ — «Хлеб и цветок») — фильм-притча режиссёра Мохсена Махмальбафа. Главные герои, режиссёр и полицейский, пытаются в кино воссоздать события 1974 года, когда они были молодыми. Они рассказывают актёрам, которые их играют, о чувствах, которые они тогда испытывали.

## Сюжет
17-летний паренёк-идеалист, протестуя против режима шаха, бьёт ножом полицейского и попадает в тюрьму на следующие пять лет.
Спустя 20 лет он становится знаменитым иранским режиссёром Мохсеном Махмальбафом. К нему приходит тот самый полицейский и просит его снять фильм о тех событиях. Каждый выбирает себе по актёру, и, чтобы они вжились в роль, проживают вместе с ними тот самый день. Полицейский рассказывает своему актёру, как нужно стоять на посту и маршировать, а также как правильно подарить цветок девушке, которая каждый день подходит к тебе спросить время. Режиссёр же беседует со своим актёром о книгах, о спасении человечества и о том, как за хлебом можно спрятать нож.

## В ролях
- Мохсен Махмальбаф — режиссёр
- Мирхади Тайеби — полицейский
- Али Бахши — режиссёр в молодости
- Аммар Тафти — полицейский в молодости
- Марьям Мохамадамини — девушка
- Мохаррам Зайналзаде — оператор Зинал
- Хана Махмальбаф — дочь режиссёра

## Съёмочная группа
- Режиссёр — Мохсен Махмальбаф
- Автор сценария — Мохсен Махмальбаф
- Оператор — Махмуд Калари
- Монтаж — Мохсен Махмальбаф
- Художник-постановщик — Реза Алакебанд
- Композитор — Маджид Энтезами
- Продюсер — Аболфазл Алагебанд

## Художественные особенности
В фильме отражены реальные события. Мохсен Махмальбаф выступал против режима шаха в 1974 году и сел в тюрьму. Он был освобождён лишь в 1979 году в связи с исламской революцией.
Роль полицейского, на которого Мохсен Махмальбаф напал в молодости, в фильме исполнил тот самый полицейский — Мирхади Тайеби.
Кинокритик Юрий Гладильщиков заявил, что фильм «Миг невинности» об обманчивой документальности, о потере грани между реальностью и вымыслом:

…С помощью кино в принципе невозможно реконструировать реальные события… Пока американцы на полном серьёзе снимают пафосные правдивые кинобиографии великих людей, объясняют, кто был прав в тех или иных войнах, Махмальбаф сделал фильм о том, что последние остатки правды исчезают при появлении кинокамеры.
— Юрий Гладильщиков. «Справочник грёз. Путеводитель по новому кино»
Похожая мысль звучит в обзоре фильма на сайте «Культурный обозреватель»:

Равнодушие времени и неумолимость истории пытается победить только несчастный бывший полицейский — с помощью кино он хочет исправить свою давнишнюю ошибку и вернуть таким образом смысл этим двадцати годам. Не удалось — история даже в виде кино на миг задумалась, но и только — через этот самый миг она продолжила свой неспешный ход.
— «Культурный обозреватель»
Мэтт Лэнгдон в рецензии австралийского журнала If Magazine отмечает, что фильм отчётливо даёт понять, что «разные поколения имеют разное представление о социальной справедливости и по-разному подходят к серьёзным ситуациям».

## Культурное влияние
На стиль фильма повлияли работы таких представителей «новой волны», как Жан-Люк Годар и Эрик Ромер.
Стивен Холден из The New York Times сравнил эксперименты Махмальбафа над исторической памятью с драматургией Луиджи Пиранделло.
Скотт Тобиас с сайта The A.V. Club отмечает, что хотя режиссёр заимствует методы Пиранделло и Куросавы («Расёмон»), — когда каждый участник имеет собственную интерпретацию событий, — тем не менее Махмальбаф привносит свою уникальную особенность — его исследования прошлого приводят к трогающему душу покаянию.
Юрий Гладильщиков писал:

Загадка, как такое кино могло возникнуть на закрытом, подцензурном Востоке. По идее его мог породить лишь человек, насмотревшийся, объевшийся и Голливудом, и Годаром, и Куросавой.
— Юрий Гладильщиков. «Справочник грёз. Путеводитель по новому кино»
«Миг невинности» заимствует идеи проникновения в прошлое и саморефлексии у фильмов соотечественника Махмальбафа Аббаса Киаростами: «Крупного плана», «Жизни, и ничего большего…» и «Через оливы».
Фильм является продолжением предыдущих работ Мохсена Махмальбафа: процесс создания фильма, в котором играют непрофессиональные актёры, был раскрыт в «Салям, синема!», а линия смешения реальности и игрового кино была показана в фильме «Габбех», в российском прокате носящий название «Персидские ковры». Режиссёр продолжил гибридизировать настоящее и выдуманное в своём следующем фильме «Тишина».

## Критика
На сайте Rotten Tomatoes, обобщающем критические отзывы, 100 % рецензий на фильм — положительные.
Майк Д’Анджело говорит о концовке фильма:

Фильм заканчивается величайшим финальным стоп-кадром со времён «Четырёхсот ударов» — возможно, величайшим финальным стоп-кадром в истории. (Зрительская аудитория в музее современного искусства, в котором я смотрел фильм, разразилась дикими аплодисментами — настолько момент трогателен. Если честно, у меня и сейчас на глаза наворачиваются слёзы при мысли о нём.)
Оригинальный текст (англ.)The film ends with the greatest final freeze-frame since The 400 Blows — maybe the greatest final freeze-frame ever. (The MoMA audience with which I saw it burst into spontaneous applause — it's that moving. In fact, I'm getting teary-eyed right now, just thinking about it.)

Джованни Фацио в газете The Japan Times писал, что финальному кадру суждено остаться в веках.
Кинокритик Стюарт Клоуанс из еженедельного журнала The Nation отзывался о «Миге невинности» как о величайшем фильме и важнейшем произведении нашего времени.
Он даже обратился к читателям с призывом:

Сразу же пишите мне, если увидите фильм со столь же настоятельным и всеобъёмлющим изображением боли, страха, нужды и мечты в конце нашего проклятого столетия.
Даже не пишите. Прямо идите к моей двери и стучите.
Оригинальный текст (англ.)Write to me at once if you see another film with so urgent and complete an image of people's hurts, fears, needs and dreams at the end of our bloody century.
Don't even write. Come straight to my door and knock.

Сайт The A.V. Club выразил уверенность в том, что фильм является «дальнейшим свидетельством жизнеспособности иранского кино».
Австралийский журнал If Magazine так отозвался о фильме:

Если вы действительно любите кино, то, вероятно, желаете, чтобы картина была не просто хорошей, но и удивляющей, увлекательной, заставляющей думать и, быть может, отличающейся от других. «Миг невинности» как раз такой фильм.
Оригинальный текст (англ.)if you really love cinema you most likely want a work to be not only well done but surprising, entertaining, thought provoking and maybe different. MOMENT OF INNOCENCE is such a film.

Картина получила и негативные отклики. Мик ЛаСалле, штатный кинокритик издания San Francisco Chronicle, писал:

Изнурительно унылый <…> фильм получился сумбурным и бесконечным.
Оригинальный текст (англ.)A grindingly dull <…> film is muddled and endless.

Фильм был запрещён к показу в Иране.

## Награда и номинация

### Награда
- 1996 — Международный кинофестиваль в Локарно
  - Специальное упоминание

### Номинация
- 1996 — Международный кинофестиваль в Локарно
  - Золотой леопард